# دونوفان (إلينوي)
دونوفان (بالإنجليزية: Donovan)‏ هي منطقة سكنية تقع في الولايات المتحدة في مقاطعة إيروكوي، إلينوي. يقدر عدد سكانها بـ 351 نسمة وترتفع عن سطح البحر 205 متر.

## تاريخ
تم رسم حدود المنطقة عام 1872 م وجاءت تسميتها بهذا الاسم نسبة إلى السكان المحليين لها حيث كان لقبهم دونوفان.

## الموقع الجغرافي
الموقع الجغرافي للمناطق المحيطة بهذه النقطة هو كالتالي: